# Lista de comunidades em Nunavut
Segue-se abaixo a lista de comunidades em Nunavut, território do Canadá.

## Região de Kitikmeot
- Bathurst Inlet
- Cambridge Bay
- Gjoa Haven
- Kugaaruk
- Kugluktuk
- Taloyoak

## Região de Kivalliq
- Arviat
- Baker Lake
- Chesterfield Inlet
- Coral Harbour
- Rankin Inlet
- Repulse Bay
- Whale Cove

## Região de Qikiqtaaluk
- Arctic Bay
- Cape Dorset
- Clyde River
- Grise Fiord
- Hall Beach
- Igloolik
- Iqaluit (capital do território)
- Kimmirut
- Pangnirtung
- Pond Inlet
- Resolute
- Sanikiluaq